# Rudolph Ketjen
Rudolph Willem Jan Ketjen (Doesburg, 18 oktober 1820 – Rheden, 3 november 1894) was een notaris uit Arnhem en omstreken.
Ketjen werd geboren binnen het gezin van notaris en politicus Willem Cornelis Ketjen en Johanna Maria de Greve, wonende op De Kruishorst. Hijzelf was gehuwd met Jacoba Maria Arnoldina Haarsma, uit een Leidse advocatenfamilie. In 1858 werd hij de eigenaar van genoemd landgoed, na zijn dood werd zijn dochter Eva de eigenares.
Hij werd net als zijn vader vooraanstaand notaris. Ketjen bemoeide zich nadrukkelijk met het culturele leven rondom zijn geboortestad. Hij was een van de eerste geldschieters van de Arnhemsche Orkest Vereeniging. Dat orkest had sinds de oprichting in 1889 een chronisch geldtekort, waardoor het orkest ieder jaar op opheffing stond. Ketjen paste tot zijn dood ieder jaar geld bij om het orkest op de been te houden.
In 1894 kwam hij noodlottig aan zijn eind. Het echtpaar verbleef in een pension (de eigen slaapkamer werd verbouwd), alwaar een provisorische verwarming was aangelegd. Hij stierf aan koolmonoxidevergiftiging, zijn vrouw overleefde het ternauwernood en overleed in 1906.